# Pyrausta uteorubralis
Pyrausta uteorubralis là một loài bướm đêm trong họ Crambidae.